# Федоров Сергій Владиславович
Сергі́й Владисла́вович Фе́доров (нар. 18 лютого 1975, Київ) — український футбольний тренер, колишній гравець, захисник. Відомий насамперед за виступами у складі київського «Динамо» та національної збірної України. Заслужений майстер спорту України (2005).

## Клубна кар'єра
Вихованець футбольної школи «Динамо» (Київ). З 1992 року виступав у складі другої команди динамівського клубу, дебют у першій команді — 12 березня 1994 року у виїзному матчі проти сімферопольської «Таврії» (перемога киян 4:2). У 1995—1996 роках виступав у вищій лізі чемпіонату України за київський ЦСКА, після чого повернувся до «Динамо». Загалом протягом 1998—2007 років у складі основної команди «Динамо» провів 124 матчі у чемпіонатах України, відзначився 10 голами.
Після тривалої перерви, викликаної відновленням після травми, навесні 2009 року уклав контракт з одеським «Чорноморцем». У першому матчі за нову команду 4 квітня 2009 року вже на 15-й хвилині гри зазнав важкого ушкодження — розірвав ахіллове сухожилля. Зважаючи на складність травми та тривалість відновлювального періоду 34-річний захисник вирішив завершити ігрову кар'єру.
2010 року приєднався до тренерського штабу кіровоградської «Зірки», а в серпні того ж року був включений до заявки команди і як гравець. Втім жодного разу в офіційних матчах команди на поле не виходив, а наприкінці того ж року разом з усім тренерським штабом «Зірки» пішов у відставку.

## Виступи за збірні
Викликався до молодіжної збірної України, у складі якої дебютував 28 жовтня 1992 року у грі проти однолітків з Білорусі, загалом провів 17 матчів.

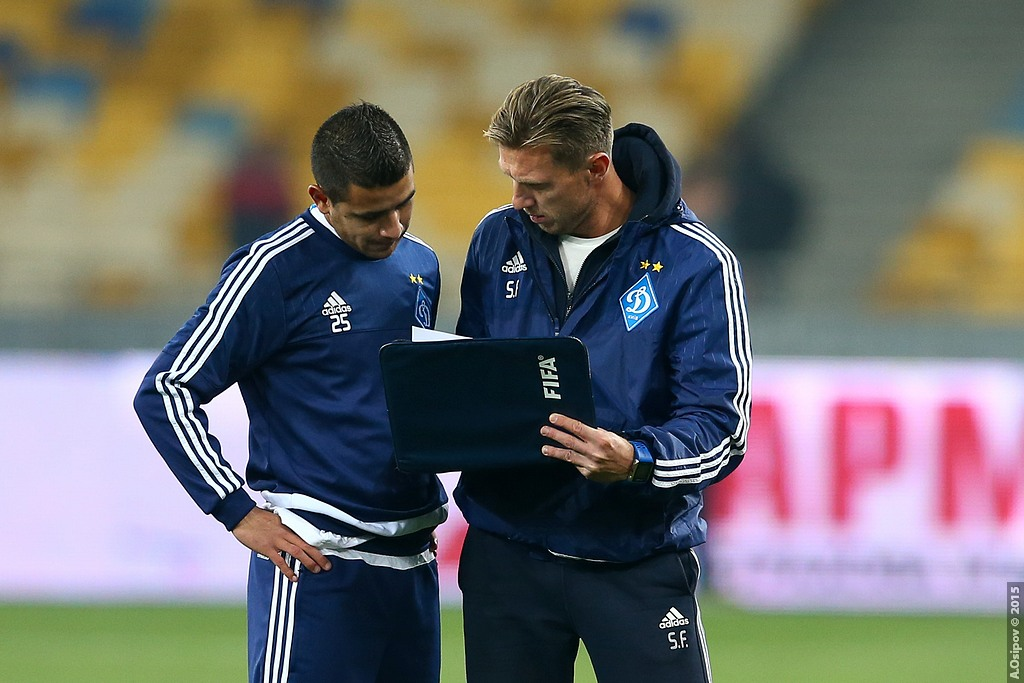
Сергій Федоров (праворуч) як тренер «Динамо» разом із гравцем Дерлісом Гонсалесом. 2015 рік.

17 листопада 1999 року — дебют у національній збірній України у матчі зі збірною Словенії (нічия 1:1). Усього у формі головної команди країни зіграв у 29 матчах. Має в активі один забитий за збірну гол — 7 червня 2003 року в рамках відбору до Чемпіонату Європи 2004 у ворота збірної Вірменії (забитий Федоровим у доданий арбітром час гол став переможним, матч закінчився з рахунком 4:3 на користь збірної України).
Не дивлячись на те, що у відборі на Чемпіонат світу 2006 Сергій відіграв у 8-ми поєдинках з 12-ти можливих, він не був включений до заявки збірної на фінальний турнір.

## Тренерська кар'єра
2010 року був граючим тренером кіровоградської «Зірки». 
У серпні 2011 року його запросили до ДЮФШ «Динамо», де він став асистентом Юрія Єськіна у групі юнаків 1997 року народження. 23 вересня 2013 року Федоров увійшов до тренерського штабу Олега Блохіна у основній команді «Динамо». Після звільнення Блохіна 2014 року, Федоров залишився у штабі його наступника Сергія Реброва.
Влітку 2017 року, після уходу Реброва, Федоров був призначений асистентом молодіжної команди «Динамо U-21», яку очолив Юрій Мороз.
16 серпня 2019 року Федоров повернувся до роботи з основною командою, увійшовши до тренерського штабу нового головного тренера Олексія Михайличенка, втім по завершенні сезону 20 липня 2020 року весь тренерський штаб було звільнено.

## Досягнення
У складі «Динамо» (Київ):
- Шестиразовий чемпіон України: сезони 1997–1998, 1998–1999, 1999–2000, 2000–2001, 2002–2003, 2003–2004;
- Чотириразовий володар Кубка України: 2000, 2003, 2005, 2006;
- Володар Суперкубка України: 2006

Особисті:
- Нагороджений орденом «За мужність» III ступеня (2006)[8].